# Ossesso (singolo)
Ossesso è un singolo del cantautore italiano Giorgio Poi, pubblicato il 1º giugno 2022 dall'etichetta Bomba Dischi e Universal Music Italia.

## Video musicale
Il videoclip del brano, diretto da Riccardo Sergio e Gabriele Skià, è stato pubblicato il 2 giugno 2022 sul canale YouTube di Bomba Dischi.

## Tracce
Testi e musiche di Giorgio Poi.
1. Ossesso – 3:44